# Streamer (wędkarstwo)
Streamer – sztuczna przynęta do połowu ryb używana w metodzie muchowej będąca najczęściej imitacją rybki, pijawki, żaby. Wykonana na metalowym haczyku z materiałów takich jak: pióra, nici, włosie. Prowadzona w toni wodnej ma naśladować naturalne organizmy. Używana głównie do połowów pstrągów, szczupaków i innych ryb drapieżnych. Wyróżniamy wiele rodzajów tych przynęt np. Black Ghost, Marabon Muddler Olive, Zonker, Blac Nosed Dace i inne.